# کلینتون (حوزه سرشماری)، مین
کلینتون (به انگلیسی: Clinton) یک منطقهٔ مسکونی در ایالات متحده آمریکا است که در شهرستان کنبک، مین واقع شده‌است. کلینتون ۲۳٫۸ کیلومتر مربع مساحت و ۱٬۳۰۵ نفر جمعیت دارد و ۴۰ متر بالاتر از سطح دریا واقع شده‌است.